# Amapiano
Amapiano (zulú o xhosa para "los pianos") es un subgénero de la música house que se originó en Sudáfrica a mediados de la década de 2010. Es un género de música que contiene varias influencias de otros géneros tales como el deep house, jazz y lounge, caracterizado por su uso de sintetizadores y sus líneas de bajo percusivas.
Este género se distingue por el uso de melodías de piano agudas, líneas de bajo provenientes de Kwaito, además de ritmos del house sudafricano de la década de 1990 y percusiones de otro subgénero de house conocido como Tribal house.

## Orígenes
A pesar de que el género ganó popularidad en Katlehong, municipio que se encuentra al este de Johannesburgo, existe aún mucha ambigüedad y debate sobre el origen del género, con varios relatos de los estilos musicales similares en los municipios de Johannesburgo: Soweto, Alexandra, Vosloorus y Katlehong. Debido a las similitudes del género con Bacardí, algunas personas afirman que el género empezó en Pretoria. Debido a los diversos relatos sobre quién formó el género, el determinar con precisión su origen es imposible.
Un elemento característico del género es el uso del log drum, un elemento de bajo percusivo cuya creación se le ha atribuido a MDU, también conocido como TRP. El pionero amapiano Kabza De Small declaró:
No sé qué pasó. No sé cómo se le ocurrió utilizar el log drum. Amapiano es un género que siempre ha estado presente, pero él fue a quien se le ocurrió el sonido del log drum. A estos chicos les gusta experimentar, ellos siempre están revisando nuevos plug-ins, así que cuando MDU descubrió el log drum, siguió con él.

## Popularidad
En 2019, el género experimentó una explosión en popularidad en todo el continente africano, teniendo así un aumento en las transmisiones digitales en plataformas digitales y éxito en listas de popularidad fuera de Sudáfrica.
En 2021, se creó una ceremonia para la premiación de la música del género, llamado South African Amapiano Music Awards.
En 2022, se agregó a la plataforma Beatport el género, incluyendo así sus propias listas de reproducción dedicadas a solo música del género.
El género se volvió popular entre los jóvenes por medio de TikTok, donde se realizaron distintos desafíos de baile, creando así una escena de baile dentro de Sudáfrica.